# Edward Bellamy
Pour les articles homonymes, voir Bellamy.
Edward Bellamy, né le 26 mars 1850 et mort le 22 mai 1898 , est un écrivain et journaliste socialiste américain, célèbre pour son roman utopique se déroulant dans les années 2000, Cent ans après ou l'An 2000 (Looking Backward), publié en 1888 et traduit en français en 1891. La vision de Bellamy d'un monde futur harmonieux a inspiré la formation de nombreux « clubs nationalistes » dédiés à la propagation de ses idées politiques.

## Notice biographique
Edward Bellamy nait à Chicopee Falls, dans le Massachusetts. Fils de pasteur et petit-fils de l'éminent théologien Joseph Bellamy, il suit les cours de l'Union College, sans être diplômé. Il rejoint, à cette époque, une société maçonnique appelée le Theta Chi Chapter affiliée à la fraternité Delta Kappa Epsilon. Il commence des études de droit qu'il abandonne rapidement pour travailler dans le monde du journalisme à New York et Springfield. Il quitte ensuite le journalisme pour se consacrer à la littérature, publie de courtes histoires et plusieurs nouvelles. Il se marie avec Emma Sanderson en 1882.
À l’âge de 25 ans, Bellamy a développé la tuberculose, la maladie qui finira par le tuer.

## Postérité
Il est considéré comme l'un des précurseurs de l'économie distributive avec son roman Cent ans après ou l'An 2000. En Europe, ses idées sociales utopistes amènent, aux Pays-Bas, à la fondation du  Bellamy Partij en 1927. Aux États-Unis, ce roman est une des sources d'inspiration du Mouvement Technocratique dans les années 1930.

## Œuvre
Looking Backward brosse le portrait d'une société idéale du XXe siècle dans laquelle Julian West, un jeune Bostonien aisé contemporain de l'auteur, se trouve mystérieusement projeté, passant d'un monde d'injustices et de pauvreté noire à une société où règne l'harmonie, la justice et la prospérité. Sous l'aimable férule du Dr Leete, de sa femme et de sa fille Édith, il découvre ce nouveau monde, ne manquant pas de faire de tristes comparaisons avec son époque d'origine. L'une des inventions majeures de cette société future idéale est la carte de crédit, accordée par la communauté industrielle. Le thème de la méritocratie est très présent dans cette société du futur. Dans la traduction de Paul Rey, on retrouve quarante-neuf fois les mots ; mérite, récompense, habileté et talent.
C'est aussi une œuvre de vulgarisation des concepts d'économie politique, en vigueur à son époque au XIXe siècle, où Bellamy tente de faire comprendre les rouages des systèmes, comme l'importance du numéraire, l'imparfaite diffusion des biens ou des services, la capitalisation à un pourcentage faible de la communauté.
Un second roman utopique, Equality, publié in 1897, donne une suite à l'aventure de Julian West. Ce livre connait moins de succès que le précédent. Mais la « Parabole du réservoir d'eau »  qui en est extraite, est largement diffusée dans les milieux socialistes et anarchistes.
Cette vision utopique de la société future s'oppose à celle, dystopique et pessimiste, de son contemporain et compatriote Jack London ( Le Talon de fer).

## Études concernant ou citant l'auteur
Débuts et Fins de Siècle - Temps de Mutations historico-culturelles dans l'Europe moderne et contemporaine  Daniel Minary Presses Universitaires Franc-Comtoises 2000